# ハッカペル

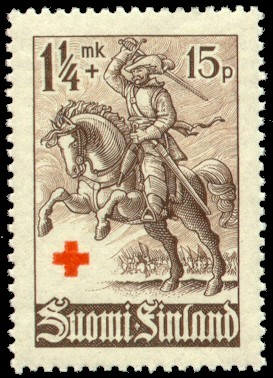

ハッカペル(hackapell、ハッカペリター　hakkapeliitatとも)とは、フィンランド人の騎兵で三十年戦争の時代に活躍した。この名前はフィンランド人が戦場でしきりに叫んでいた「hakkaa päälle!（ハッカーパーレ:叩き殺せ!・打ち壊せ!の意）」に由来する。
当時スウェーデンの一部だったフィンランドは、イギリスにおけるアイルランドやスコットランドと同じく辺境の土地で困窮しており、兵力を提供すると言う形で宗主国に貢献したため、人口における兵の比率は宗主国よりも多かった。フィンランド人は隣国のロシアの影響を受け、品種改良の進んだ良馬やそれを乗りこなす優れた騎乗技術を持ち、性格も「家畜泥棒」と形容される様に気性が荒く、すぐに残忍な作戦を決行することで知られていた。三十年戦争の際、こうしたフィンランド人の騎兵部隊はグスタフ2世アドルフに率いられ、三兵戦術と相まってカトリック勢力に大変恐れられた。ただし、スウェーデン軍の中ではフィンランド人騎兵部隊は地方連隊として編成されてはおらず、もっぱらフィンランド人の中隊が各連隊に部分的に編成されている形でスウェーデン軍の中に組み込まれていた。